# دوایت آیزنهاور
دوایت دیوید آیزنهاور (به انگلیسی: Dwight David "Ike" Eisenhower) معروف به «آیک» (۱۴ اکتبر ۱۸۹۰ – ۲۸ مارس ۱۹۶۹)، ژنرال پنج ستاره و سیاستمدار آمریکایی بود که از سال ۱۹۵۳ تا ۱۹۶۱ به‌عنوان سی و چهارمین رئیس‌جمهور ایالات متحده آمریکا مشغول به فعالیت بود. او از طراحان عملیات نبرد نرماندی بود.
او در طول جنگ جهانی دوم عنوان «ژنرال ارتش» را دارا بود و فرماندهٔ عالی نیروهای متفقین در اروپا بود و از طراحان عملیات فرود بود. آیزنهاور از حزب جمهوری‌خواه بود. در سال ۱۹۵۰ هری ترومن از ژنرال آیزنهاور که سمت‌های نظامی متعددی را تا آن زمان تجربه کرده‌بود، خواست تا ریاست نیروهای ناتو را در اروپا بپذیرد. وی دو سال بعد در کنوانسیون حزب جمهوری‌خواه به عنوان نامزد این حزب برای انتخابات ریاست جمهوری معرفی شد. وی سپس «آدلای استیونسون»، رقیب خود در انتخابات ۱۹۵۲ را شکست داد و رئیس‌جمهور آمریکا شد.
آیزنهاور طی دو دوره تصدی مقام ریاست جمهوری آمریکا، سیاست‌های داخلی را تعدیل کرد. وی معتقد بود در عصری که ملی‌گرایی نوین، تکثیر موشک‌های اتمی و سفرهای فضایی رواج پیدا کرده‌است، باید در جستجوی صلح بود. او درصدد بود تا اتحاد آمریکا را با کشورهای دشمن تقویت کرده و واشینگتن را برای مقاومت در برابر تهاجم «سرخ» به اروپا، آسیا و آمریکای لاتین آماده نگه دارد. مطابق با دکترین آیزنهاور در سال ۱۹۵۷، سطح تعهدات آمریکا به امور کشورهای خاورمیانه افزایش یافت.
آیزنهاور در ۲۰ ژانویه ۱۹۵۳ میلادی، ریاست‌جمهوری آمریکا را در دست گرفت.
دوایت آیزنهاور در ۲۸ مارس ۱۹۶۹ در سن ۷۸ سالگی بر اثر نارسایی قلبی درگذشت.

## خانواده
خانواده آیزنهاور (در آلمانی به معنای "آهن‌بُر" یا "معدنچی آهن") در سال ۱۷۴۱ از روستای آلمانی کارلسبرون به استان پنسیلوانیا مهاجرت کردند.
دیوید جیکوب آیزنهاور، پدر آیزنهاور، علیرغم اصرار پدرش برای ماندن در مزرعه خانوادگی، یک مهندس تحصیل‌کرده دانشگاهی بود. مادر آیزنهاور، آیدا الیزابت (استوور) آیزنهاور، از تبار عمدتاً پروتستان آلمانی، از ویرجینیا به کانزاس نقل مکان کرد. او در ۲۳ سپتامبر ۱۸۸۵ در لکومپتون (کانزاس)، در محوطه دانشگاه محل تحصیلشان، دانشگاه لین، با دیوید ازدواج کرد. دیوید صاحب یک فروشگاه عمومی در هوپ (کانزاس) بود، اما به دلیل شرایط اقتصادی، کسب و کارشان شکست خورد و خانواده فقیر شدند. خانواده آیزنهاور از سال ۱۸۹۲ تا ۱۸۸۹ در تگزاس زندگی می‌کردند و بعداً با ۲۴ دلار (معادل ۷۸۲ دلار در ۲۰۲۲) به کانزاس بازگشتند. دیوید به عنوان مکانیک راه‌آهن و سپس در یک لبنیاتی کار می‌کرد.[1] تا سال ۱۸۹۸، والدین زندگی مناسبی داشتند و خانه‌ای مناسب برای خانواده بزرگ خود فراهم کردند.

## جنگ جهانی
آیزنهاور فرمانده ارتش آمریکا در نبرد با آلمان نازی و متحدین بود.
او از طراحان اصلی عملیات نبرد نرماندی بود و نقش بسزایی در پیروزی آمریکا در جنگ جهانی دوم و شکست متحدین را داشت.

## عملیات نبرد نرماندی
عملیات نبرد نرماندی عملیاتی طراحی شده کشورهای آمریکا و بریتانیا و سایر متفقین بود که ارتش متفقین در شمال غربی فرانسه اشغالی وارد خاک آلمان نازی و متحدین شود و به پیشروی ادامه دهد.
طراحان عملیات نبرد نرماندی بر عهده این افراد بود: دوایت آیزنهاور، برنارد لاو مونت گومری، عمر برادلی.

## ایران
از مسائل دیگر در این زمان می‌توان به ورود ریچارد نیکسون، مشاور ریاست جمهوری، به تهران و در پی آن ملاقات وی با مردم تهران و عقد قرارداد با شرکت‌های تولیدی و ذوب آهن ایران اشاره کرد.

## نگارخانه

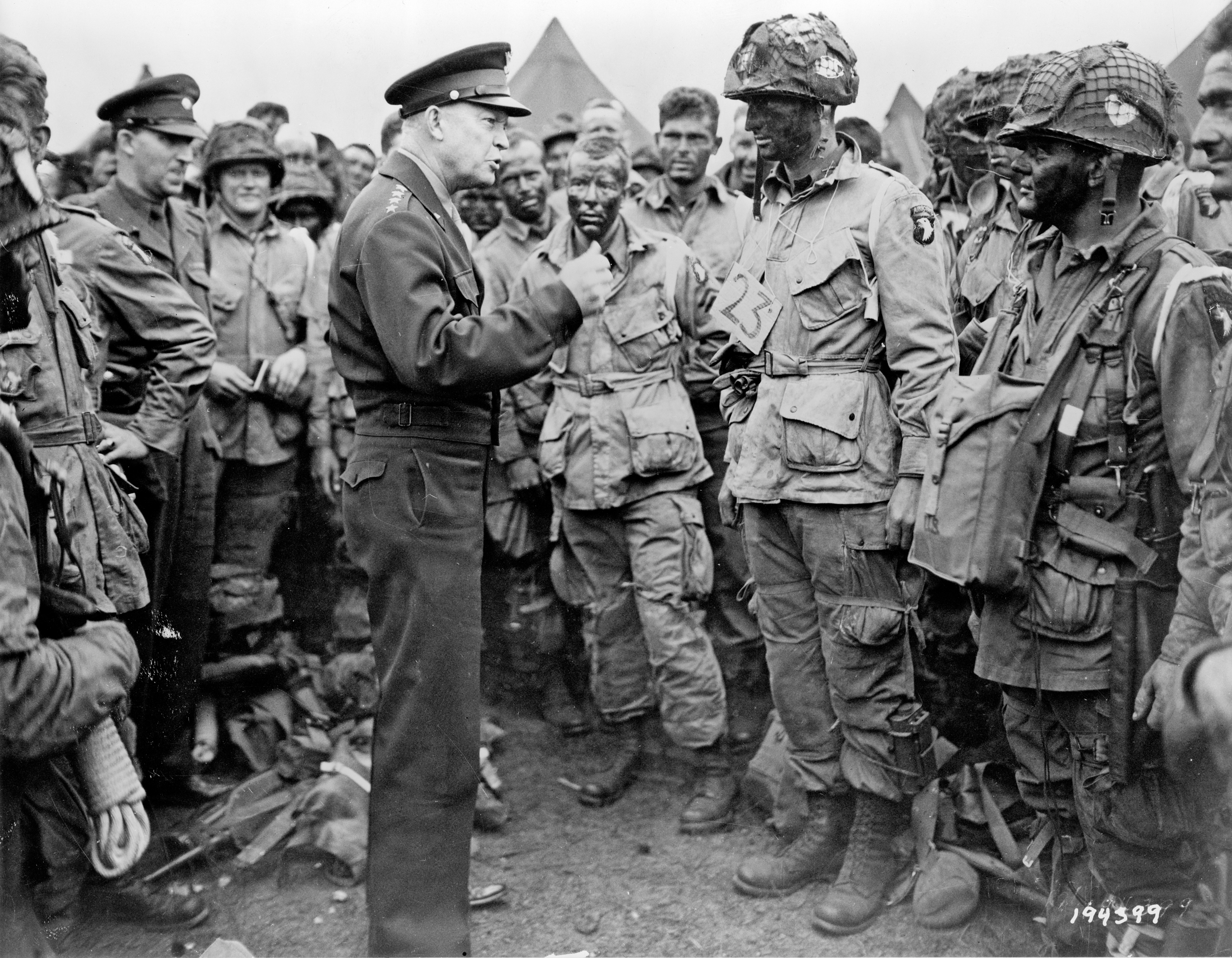
دوایت آیزنهاور در ساعات بامدادی روز دی، در حال صحبت با تکاوران واحد ۵۰۲ چترباز لشکر صد و یکم هوابرد دستور «پیروزی کامل و هیچ‌چیز کمتر از آن» را می‌دهد. فرماندهی کل این عملیات بزرگ برعهده ژنرال دوایت آیزنهاور بود.
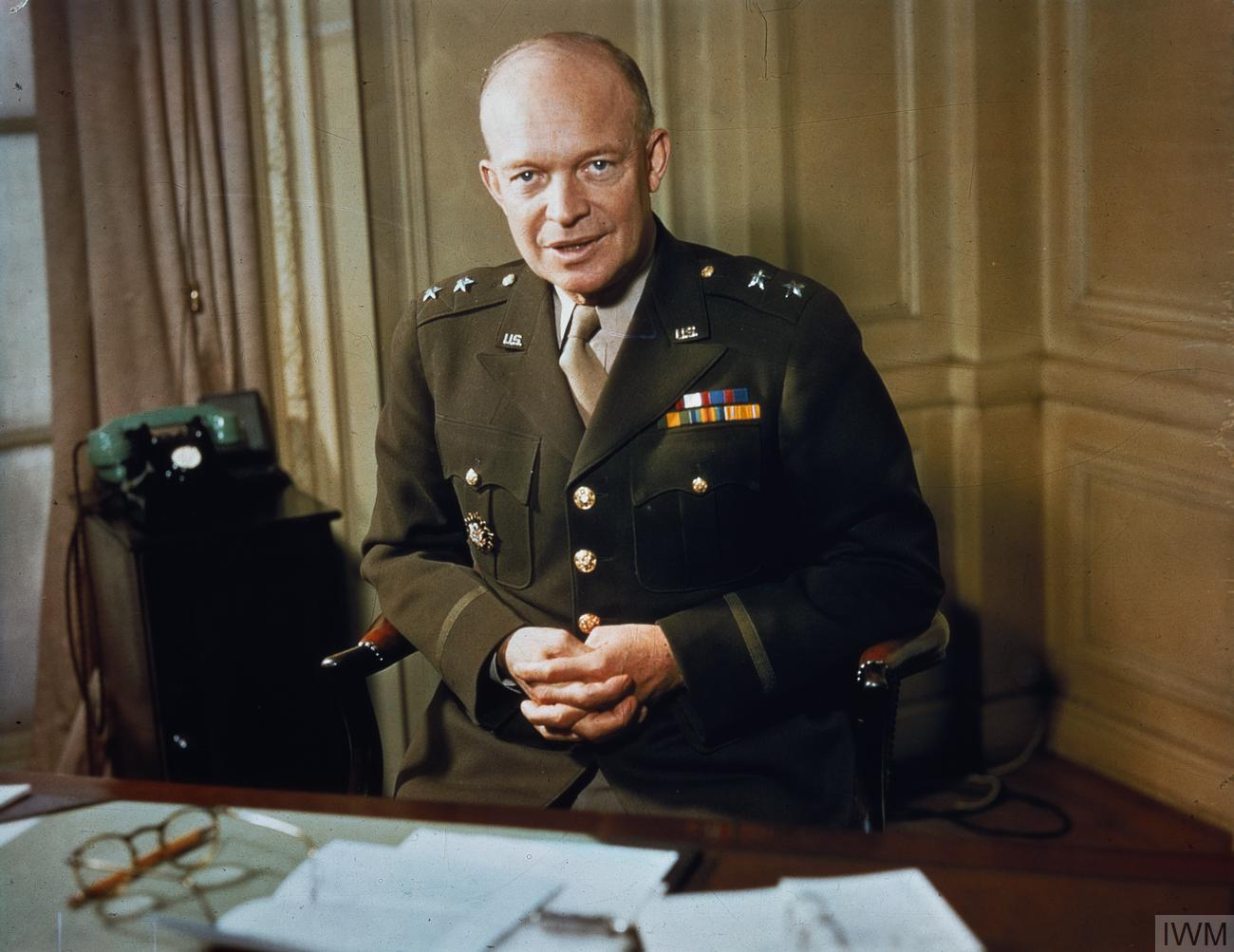
ژنرال آیزنهاور ۱۹۴۲
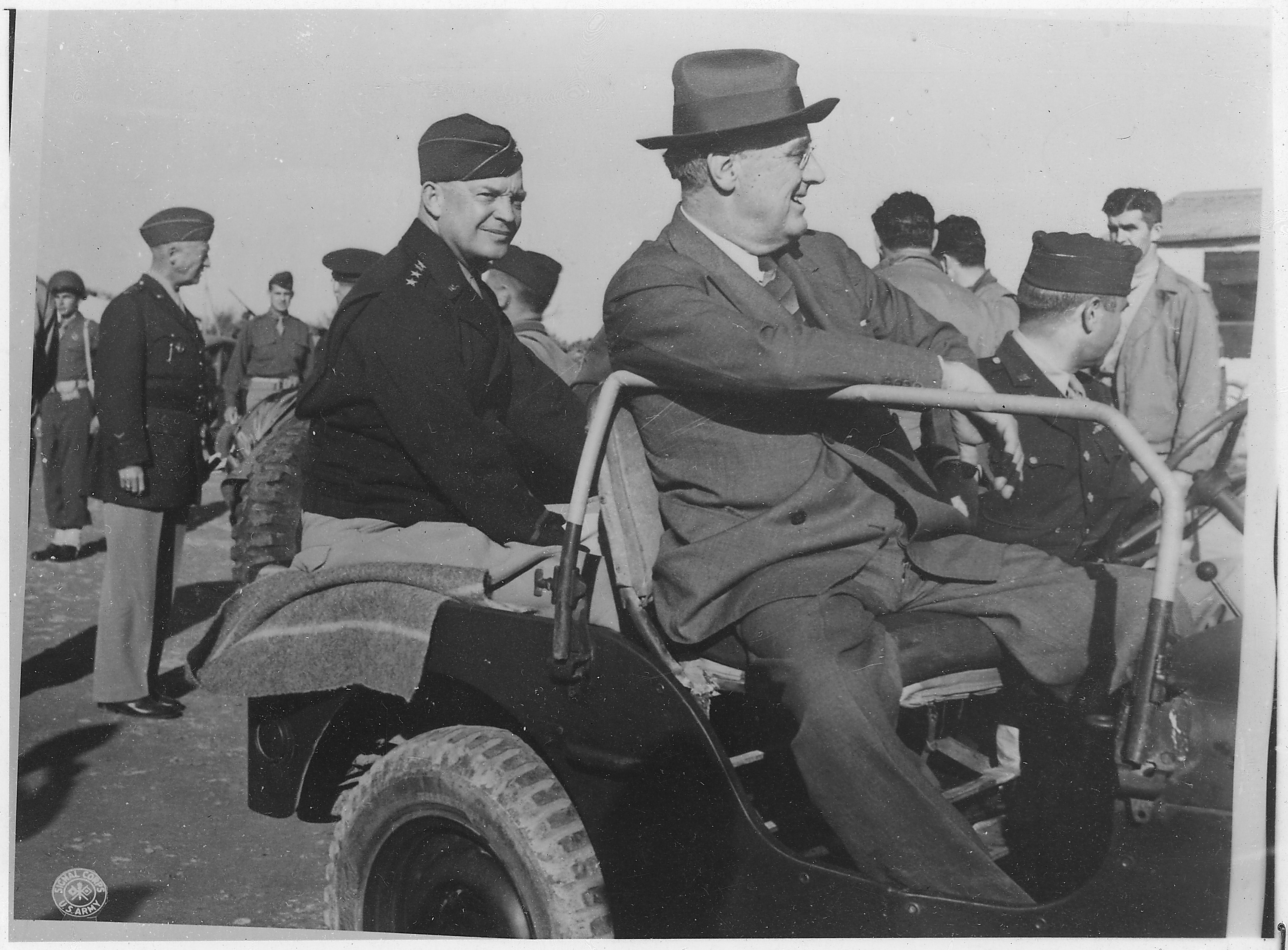
همرا ه با فرانکلین دلانو روزولت در سیسیل ۱۹۴۳
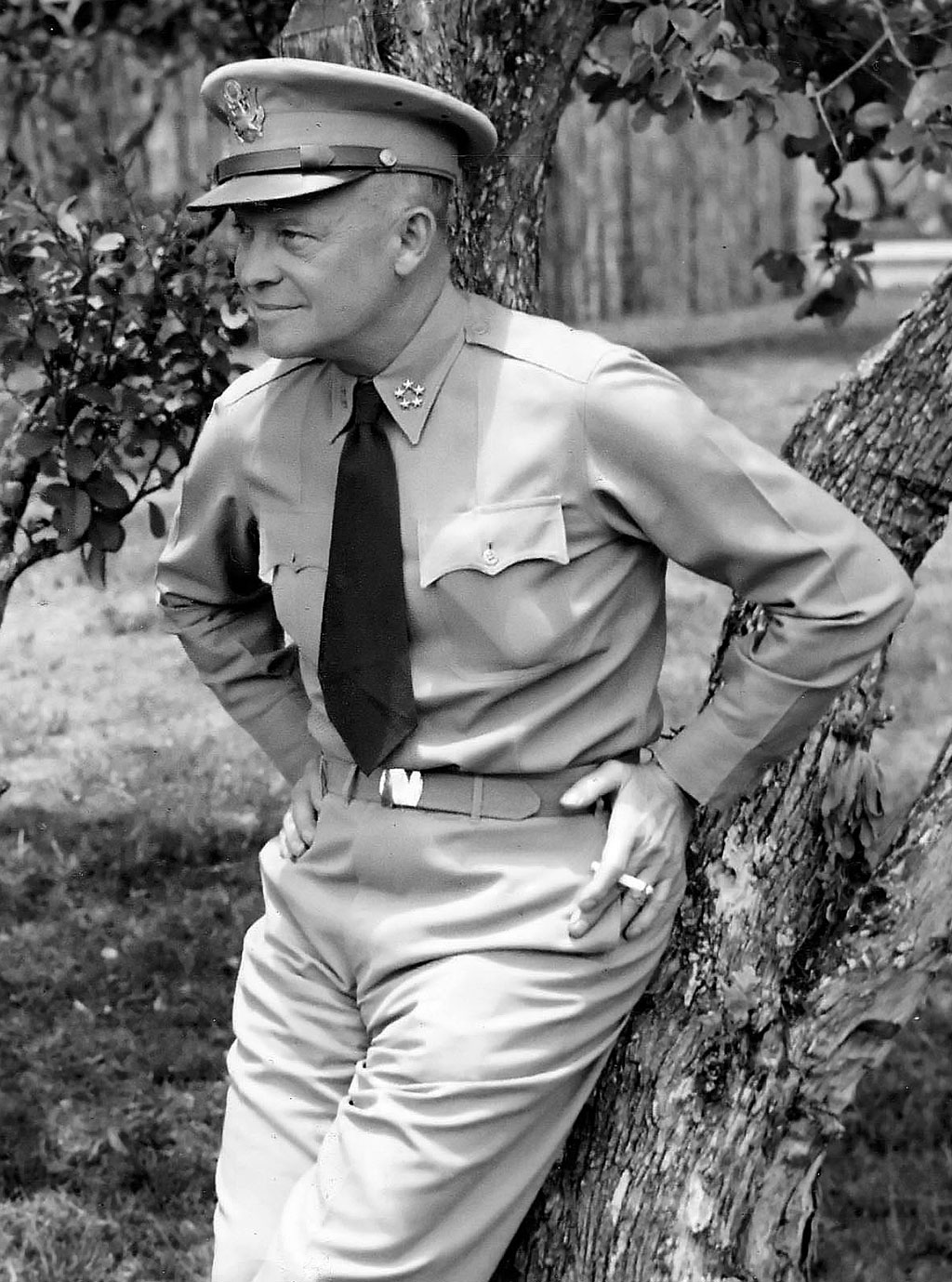
در ۱۹۴۵
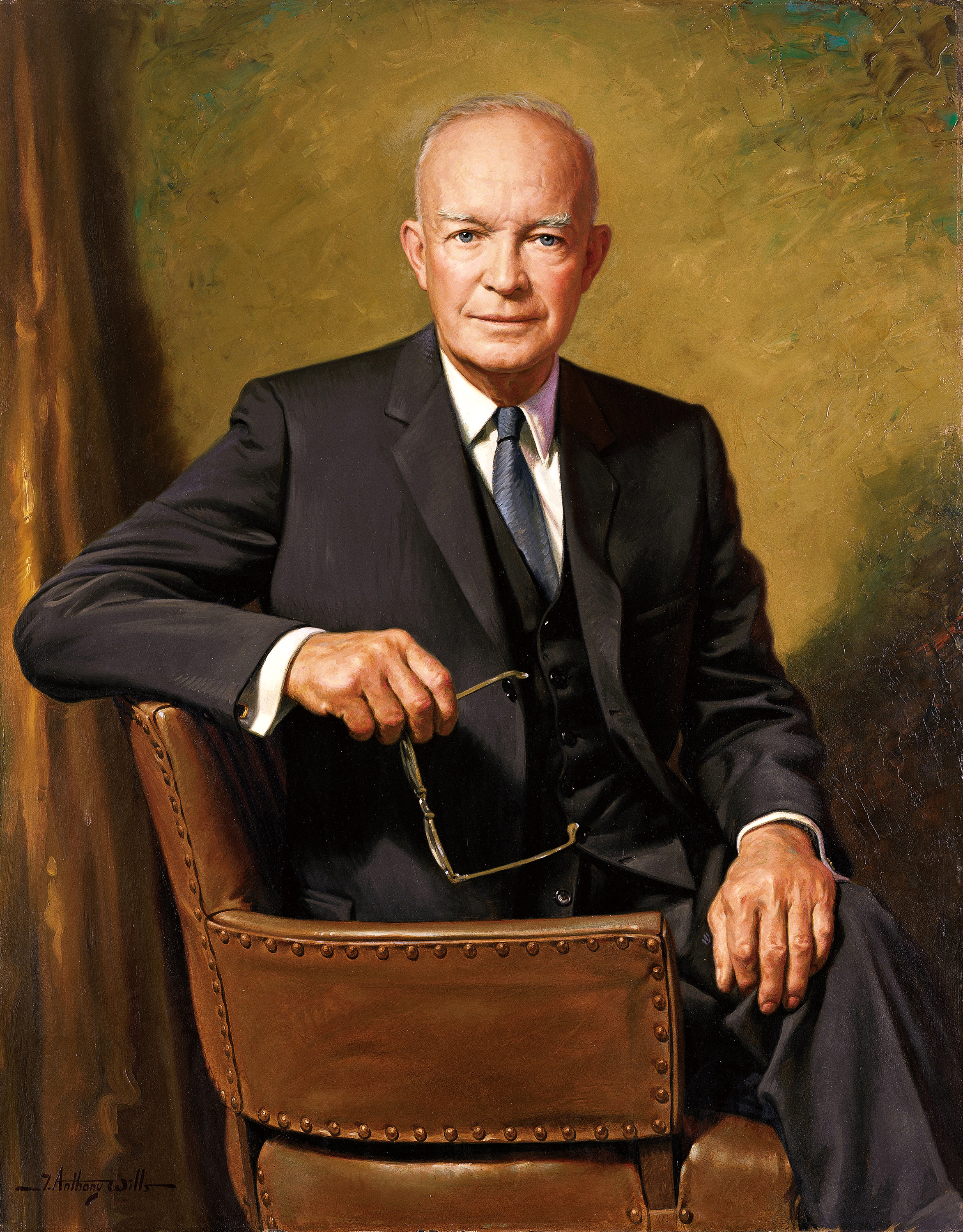
پرتره رسمی
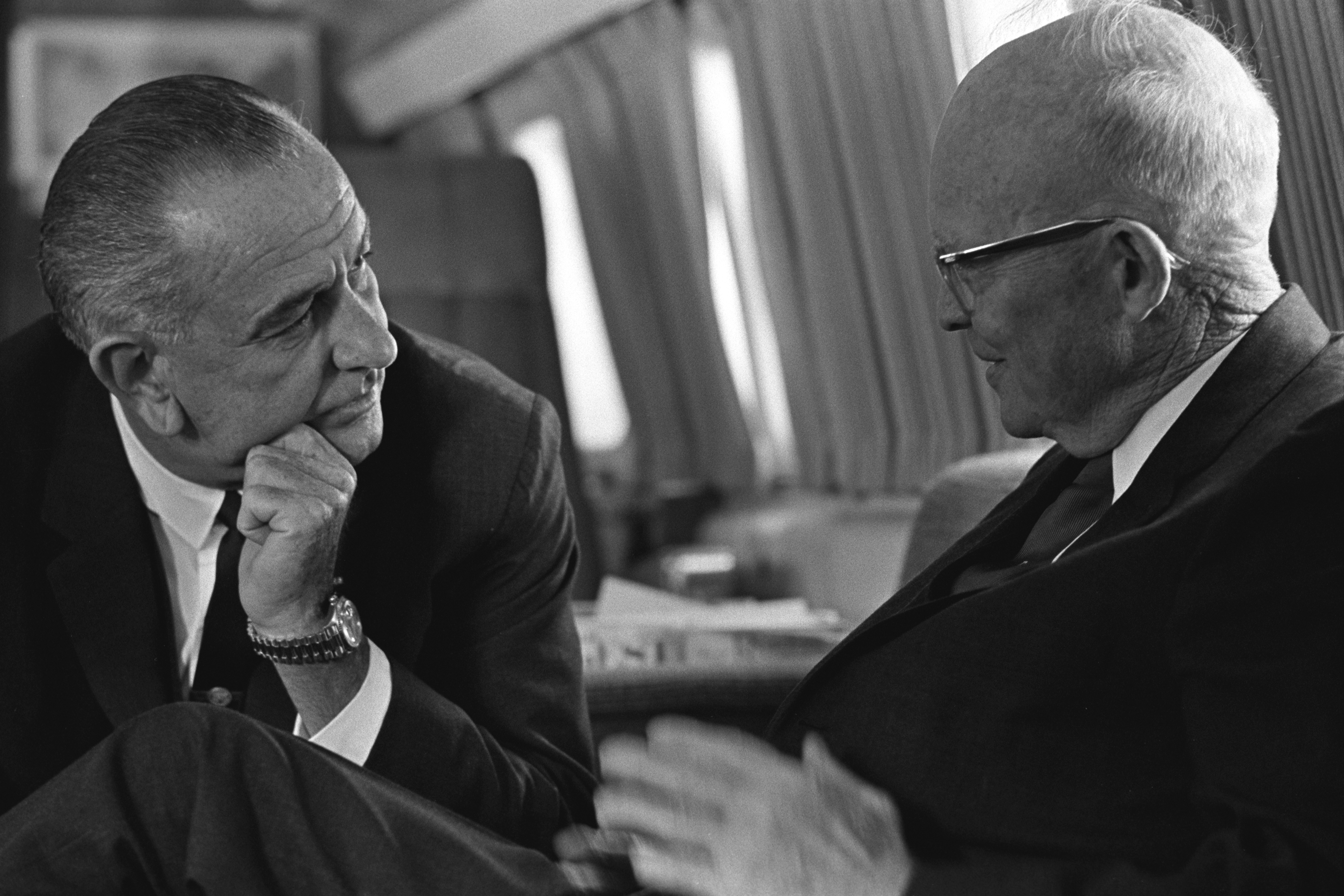
با لیندون بی. جانسون در ایر فورس وان ۱۹۶۵
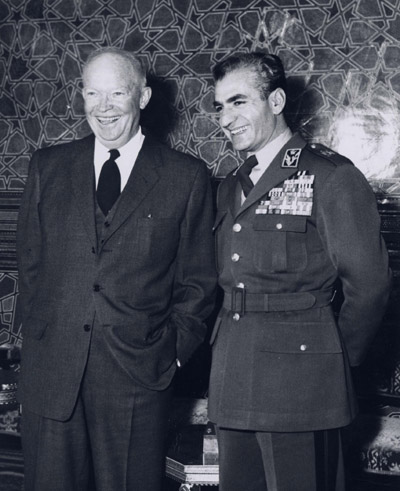
با محمدرضا پهلوی ۱۹۵۹